# 建明 (北魏)
建明（けんめい）は、南北朝時代の北魏において、東海王元曄の治世に使用された元号。530年10月 - 531年2月。

## 西暦・干支との対照表
| 建明 | 元年  | 2年   |
| 西暦 | 530年 | 531年 |
| 干支 | 庚戌  | 辛亥  |

| 前の元号 永安 | 中国の元号 北魏 | 次の元号 普泰 |